# Arthur Böttner
Arthur Böttner (* 28. Januar 1887 in Walschleben, Thüringen; † 12. Oktober 1947 in Kaliningrad) war ein deutscher Internist. Er leitete das Deutsche Zentralkrankenhaus in Königsberg und war Vorsitzender der Königsberger Ärztekammer.

## Leben
Nach dem Abitur in Erfurt studierte Böttner an der Philipps-Universität Marburg und der Ludwig-Maximilians-Universität München Medizin. In Marburg wurde er Mitglied der Landsmannschaft Hasso-Guestfalia. 1913 wurde er in Marburg mit einer Arbeit  zum Dr. med. promoviert. Von 1914 bis 1916 war er Assistent an der Medizinischen Klinik in Marburg bei Max Matthes. Mit ihm ging er 1916 nach Königsberg (Preußen). Er wurde dessen I. Assistent und stellvertretender Oberarzt an der Universitätsklinik Königsberg. 1917 habilitierte er sich. Die Albertus-Universität Königsberg ernannte ihn im April 1922 zum a.o Professor. Böttner lieferte eine Reihe wichtiger Arbeiten, vor allem aus den Gebieten der akuten Infektionskrankheiten und des Rheumatismus. 1947, kurz vor der Abtransport in den Westen, erlitt er einen Herzinfarkt, dessen Folgen er mit 60 Jahren erlag. Da er auch bei den Russen hohes Ansehen besaß, wurde er am 16. Oktober 1947 mit militärischen Ehren und unter breiter Anteilnahme der Öffentlichkeit bestattet. Er war mit der Kinderärztin Marianne Böttner geb. Bosshardt verheiratet.